# Гюнтер О'Дімм
Гюнтер О'Дімм (англ. Gaunter O'Dimm), також відомий під псевдонімами Скляна людина та Пан Дзеркало - другорядний персонаж комп'ютерної гри The Witcher 3: Wild Hunt і головний антагоніст доповнення «Кам'яні серця». Зловісна безсмертна істота, здатна виконувати людські бажання і керувати часом.

## Зовнішність
Гюнтер О'Дімм - висока людина років сорока, з голеною головою і короткою щетиною на обличчі. У нього темно-карі очі і темне волосся, римський ніс та усміхнене обличчя. Він одягнений в жовтий короткий камзол із синіми смужками на плечах і манжетах, жовтувату сорочку, поли якої вилазять з-під верхнього одягу, шкіряний потертий капюшон, шкіряні рукавички без пальців, сині штани з невеликими розрізами і буфами на колінах, чоботи. О'Дімм носить дві торби, перекинуті через обидва плеча, в лівій зберігаються сувої (можливо, договори Гюнтера і його «жертв»), на шиї він носить мішечок. О'Дімм підперезаний двома вузькими ременями, праворуч на одному з них висить невеликий ніж.

## Історія створення
Хоча гра «Відьмак 3: Дикий гін» заснована на серії книг «Відьмак» польського письменника Анджея Сапковського, Гюнтер О'Дімм не з'являється в цих книгах - він був придуманий розробниками зі студії CD Projekt RED спеціально для гри. У доповненні «Кам'яні серця», заснованому на польських народних легендах про пана Твардовського, Гюнтер грає роль диявола. У грі Гюнтера О'Дімма також називають «Скляною людиною» і «Паном Дзеркало».
За словами сценариста гри Кароліни Стахири, ім'я та прізвище цього героя були запозичені з творчості Стівена Кінга - роману «Потрібні речі» та інших, де з'являються схожі персонажі-спокусники - Ліланд Гонт і Уолтер О'Дімм, він же Рендалл Флегг. Прообразом для манер Гюнтера О'Дімма і деяких сцен з його участю став Густаво Фрінг, персонаж американського серіалу «Пуститися берега»: зокрема, сцена, в якій Гюнтер О'Дим вбиває ложкою чоловіка , який втрутився в розмову , що  відсилає до моменту у «Пуститися берега », в якій Фрінг вбиває одного зі своїх підручних канцелярським ножем.
Гюнтер О'Дімм був спочатку введений в сценарій гри як примітний неігровий персонаж, що дає на самому початку гри Геральту з Рівії підказку, де шукати його кохану Йеннефер. Обговорюючи цю сцену, розробники швидко прийшли до думки, що таку підказку не могла би дати звичайна людина, і задумалися про введення «таємничого мандрівника» - загадкового персонажа, який знає більше, ніж говорить; вже на етапі написання цих ранніх діалогів було ясно, що Гюнтер - персонаж з величезним потенціалом. Стахира і її колеги встигли придумати пару «крутих» ідей, перш ніж керуючий директор CD Projekt RED Адам Бадовський оголосив, що хоче побачити в грі легенду про пана Твардовського - тобто її інтерпретацію, яка підходить для світу «Відьмака». «Скляна людина» Гюнтер О'Дімм підійшов для цієї мети як не можна краще.

## Цікаві факти
Хоча герой гри Геральт із Рівії спілкується з Гюнтером О'Дімом безпосередньо лише в кількох ключових сценах «Кам'яних сердець», О'Дім часто присутній у багатьох інших сценах на задньому плані, змішуючись із натовпом і міняючи одяг відповідно до ситуації - він може мати вигляд селянина або стражника .
У 2015 році, незабаром після виходу доповнення, студія CD Projekt RED оголосила конкурс для гравців, запропонувавши знайти всі появи «Скляної людини» в доповненні, однак жодному учаснику, який надіслав лист із відповідями, цього не вдалося; переможець знайшов майже всі появи .